# Ommegang van Brussel

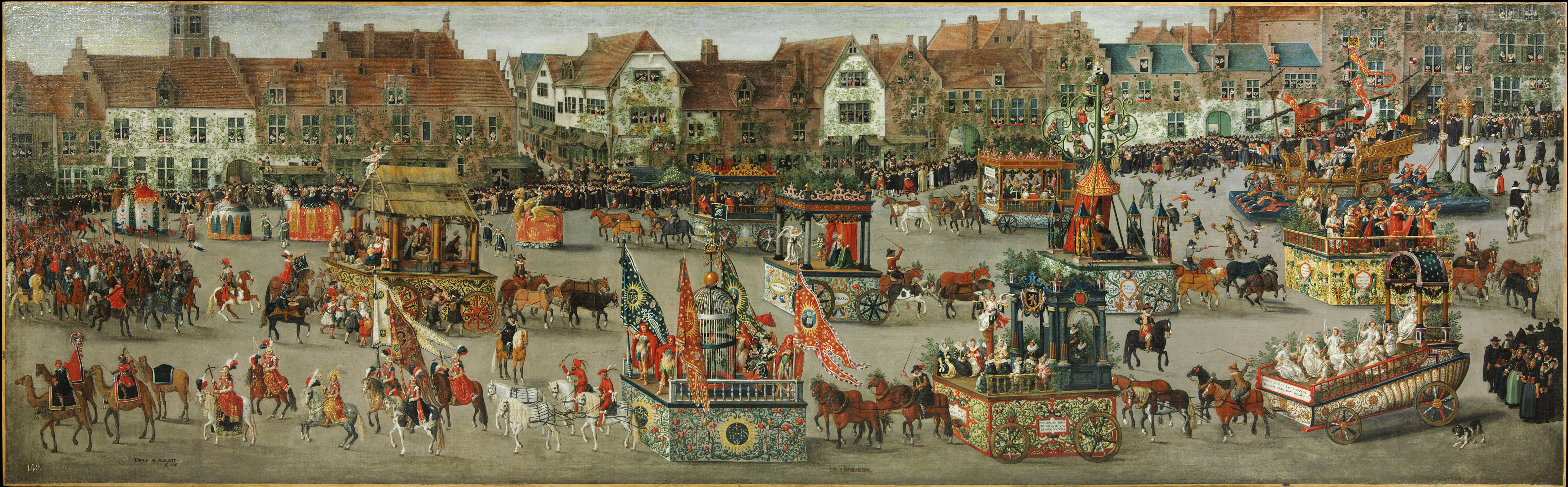
De Wagenstoet op de Zavel in 1615, door Denijs van Alsloot

De Ommegang van Brussel is een historische stoet die jaarlijks in de zomer uitgaat (op de eerste woensdag van juli en de vrijdag voordien).

## Geschiedenis
Het initiatief voor de ommegang werd genomen door de Grote Gilde van de voetboog in de 14e eeuw. Ze droegen in processie een Mariabeeld rond dat in hun schutterskapel stond, de Zavelkerk. In opdracht van de Heilige Maagd was Beatrijs Soetkens het beeld in 1348 gaan roven uit de Antwerpse Onze-Lieve-Vrouwekerk en had ze het per boot tot in Brussel gekregen, begeleid door allerlei wonderen. Deze schuttersprocessie op de zondag vóór Pinksteren breidde sterk uit en kon tegen het einde van de 14e eeuw rekenen op de deelname van de andere Brusselse wapengilden, alsook van de ambachten, de stadsmagistraat, de geestelijkheid, de bedelorden en het lakengilde. Naast een religieuze had de ommegang ook een wereldlijke kant. Alle lagen van de bevolking deden mee in de bonte stoet van praalwagens en allegorische personages. Oudere Brusselse processies rond Sint-Michiel en Sint-Jan van Molenbeek werden geleidelijk overvleugeld.
Uit een ordonnantie van 1428 blijkt dat de organisatie nog steeds in handen was van de kerkmeesters van de Zavelkerk en dus van de Grote Gilde. Voor het eeuwfeest in 1448 verhoogde de magistraat de stedelijke subsidie naar vijf pond en trok hij het wereldlijke deel van de ommegang naar zich toe. Hoge edelen en prelaten werden door het aanbieden van een maaltijd gestimuleerd om de ommegang bij te wonen, en ambachten werden uitgenodigd figuren uit de dynastieke geschiedenis uit te beelden. Ter afsluiting van de ommegang voorzag het stadsbestuur een toneelstuk. Men neemt aan dat de Zeven Bliscappen van Maria speciaal voor deze gelegenheid zijn geschreven. In hun proloog prijzen ze uitdrukkelijk de hertogen. Dit aanhalen van de banden tussen de Brusselaars en de hertogen was deel van een stedelijke politiek om de positie van Brussel als vorstelijke residentiestad te beschermen, maar ook het versterken van de stedelijke identiteit werd duidelijk nagestreefd.
In de loop van de 18e eeuw kalfde de populariteit van de ommegang af. In 1785 werd de laatste editie gehouden. Onder impuls van de Waal Albert Marinus werd het evenement in 1930 nieuw leven ingeblazen ter gelegenheid van de honderdste verjaardag van België. Het werd een succes en men besliste er opnieuw een jaarlijkse traditie van te maken. Voortaan werd de ommegang een reconstructie van de blijde inkomst van keizer Karel V en zijn zoon Filips op 5 juni 1549, samen met veel hoge edellieden en gezagdragers. Dankzij de Spanjaard Juan Calvete de Estrella is het verloop ervan in detail bekend. In 2019 verklaarde de UNESCO de ommegang van Brussel tot immaterieel cultureel erfgoed van de mensheid.

## Wetenswaardig
De vicevoorzitter van de Ommegang, markies Olivier de Trazegnies uit Corroy-le-Château, vertolkte vanaf 1997 het hoofdpersonage keizer Karel, van wie hij in rechte lijn afstamt door zijn voorvader Jean III de Trazegnies, ridder van de Orde van het Gulden Vlies.